# Hetty Goldman
Hetty Goldman (19 de diciembre de 1881 - 4 de mayo de 1972) fue una arqueóloga estadounidense. Fue la primera mujer miembro de la facultad del Instituto de Estudios Avanzados  y una de las primeras arqueólogas en realizar excavaciones en Grecia y Oriente Medio . 

## Biografía
Hetty Goldman nació el 19 de diciembre de 1881 en la ciudad de Nueva York . Era miembro de la familia de banqueros Goldman-Sachs .  Su padre era Julius Goldman, abogado, su madre era Sarah (Adler) Goldman, ama de casa. Goldman se graduó en 1903 en el Bryn Mawr College, donde obtuvo una doble especialización en inglés y griego. Continuó sus estudios de arqueología en Radcliffe College, donde fue la primera mujer en obtener la beca Charles Eliot Norton de Harvard para poder estudiar en la Escuela Americana de Estudios Clásicos de Atenas . Recibió su doctorado en 1916, después de haber escrito una tesis titulada Las terracotas de la necrópolis de Halae .Goldman fue la primera mujer designada para el Instituto de Estudios Avanzados en 1936.  Se jubiló en 1947. 
Goldman fue elegido miembro de la Academia Estadounidense de Artes y Ciencias en 1950.  En 1966, el Instituto Arqueológico de América le otorgó la Medalla de Oro por Logros Arqueológicos Distinguidos .  Goldman murió el 4 de mayo de 1972 en Princeton, Nueva Jersey .  

## Otras lecturas
- Knox, Sanka (23 de diciembre de 1956). «Woman Scholar Is Honored at 75: Institute for Advanced Study Cites Hetty Goldman for Archaeological Work». The New York Times.
- «Dr. Hetty Goldman of Institute For Advanced Study Dies at 90». The New York Times. 6 de mayo de 1972. p. 38.